# Ериксон (Манитоба)
Ериксон (енгл. Erickson) је малено насеље са службеним статусом варошице у југозападном делу канадске провинције Манитоба и део је географско-статистичке регије Вестман.
Насеље је основано 1905. као одмаралиште на деоници националне пацифичке железнице и било је познато као Авеста. Насеље је 1953. добило службени статус села, а од 1997. има и статус провинцијске варошице.
Према резултатима пописа становништва из 2011. у варошици је живело 487 становника у 267 домаћинства, што је за 6,8% више у односу на 456 житеља колико је регистровано
приликом пописа 2006. године.

## Становништво
| 2011. |
| ----- |
| 487   |